# 勒唐普勒 (卢瓦-谢尔省)
勒唐普勒（法語：Le Temple，法語發音：[lə tɑ̃pl]）是法国卢瓦-谢尔省的一个市镇，位于该省西北部，属于旺多姆区。

## 地理
勒唐普勒（47°55'56"N, 0°56'5"E）面积13.32 平方千米，位于法国中央-卢瓦尔河谷大区卢瓦-谢尔省，该省份为法国中北部省份，北起厄尔-卢瓦省，东北接卢瓦雷省，东南接谢尔省，南至安德尔省，西南接安德尔-卢瓦尔省，西北接萨尔特省。
与勒唐普勒接壤的市镇（或旧市镇、城区）包括：博谢讷、舒村、科尔默农、当泽、埃皮赛、圣马克迪科尔、布赖河畔萨尔热。

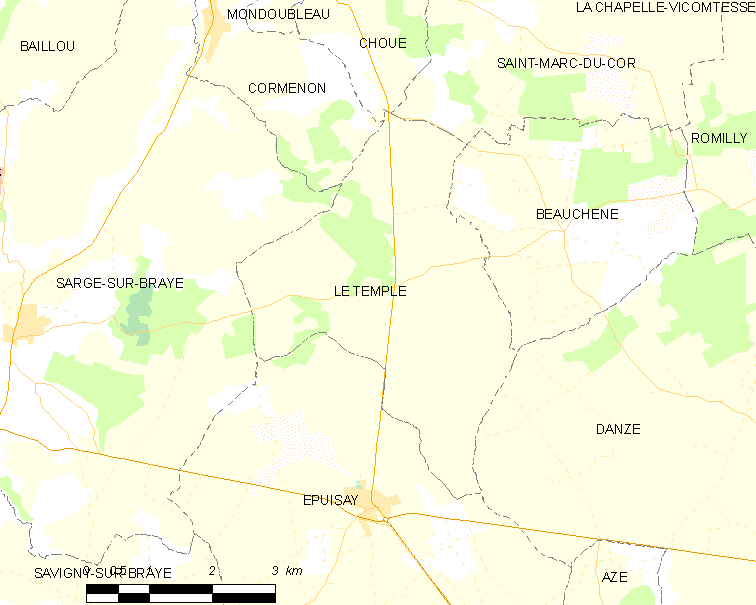
的OSM定位图

勒唐普勒的时区为UTC+01:00、UTC+02:00（夏令时）。

## 行政
勒唐普勒的邮政编码为41170，INSEE市镇编码为41254。

## 政治
勒唐普勒所属的省级选区为佩尔什县。

## 人口

1962-2008年间人口变化图示

勒唐普勒于2022年1月1日时的人口数量为173人。